# Vangså Hede
Vangså Hede er et 1.408 hektar stort,  sammenhængende klitområde beliggende ud til  Vesterhavet, mellem Klitmøller og Nørre Vorupør og nærmest omkranset af Tvorup Klitplantage mod syd, og   Nystrup Klitplantage mod øst og nord, i Thisted Kommune. Området er med i Natura 2000-planen,og er både fuglebeskyttelsesområde og EU-habitatområde. I området er der flere vigtige naturtyper må især nævnes grå klitter og klitlavninger, og  næringsfattige søer, hvoraf flere formentlig er lobeliesøer, opkaldt efter den sjældne plante Tvepibet Lobelie.
Andre sjældne planter i området er Langbladet Soldug, Skotsk Lostilk og Hjertelæbe. Området er vigtigt for fuglene Hjejle,  Tinksmed, Trane og Mosehornugle. Der findes også Stor vandsalamander og Odder på lokaliteten.

## Naturfredning
I 1995 blev 1050 hektar af området omkring Vangså fredet, for at bevare og sikre de naturhistoriske og landskabelige værdier, og for at kunne foretage naturpleje. Den største trussel mod områdets tørre naturtyper, som grå klitter og klitheder, er tilgroning med træer, blandt andet bjergfyr. Det er også et problem, hvis områdets fugtige arealer gror til med buske og høje urter.